# Kurzhaubenelfe
Die Kurzhaubenelfe (Lophornis brachylophus) ist eine Kolibriart aus der Gattung der Schopfkolibris. Sie ist endemisch in der Sierra Madre del Sur im mexikanischen Bundesstaat Guerrero. Wegen des sehr kleinen Verbreitungsgebietes von 70 km² und fortschreitender Habitatzerstörung wird diese Art von der IUCN als „vom Aussterben bedroht“ (critically endangered) eingestuft.

## Merkmale
Die Kurzhaubenelfe erreicht eine Länge von 7 bis 7,5 Zentimetern. Das Männchen besitzt einen kurzen, geraden Schnabel und eine kurze, ein bis zwei Zentimeter lange Haube. Die fadenförmigen Haubenfedern sind rötlich, wobei die längsten Federn grüne Spitzen aufweisen. Die Oberseite ist dunkel smaragdgrün mit einer weißen Binde über dem Bürzel. Der Unterbürzel ist bronzeviolett. Die Oberschwanzdecken sind grün. Die Kehle ist schimmernd smaragdgrün. Die kurzen Wangenfedern sind rötlich mit einer schimmernd grünlichen Distalbinde. Unterhalb der Kehle verläuft eine weißliche Binde. Die Unterseite ist hell zimtfarben. Der Schwanz ist doppelt gerundet. Das mittlere Paar der Steuerfedern ist grünlich. Die übrigen Schwanzfedern sind rötlich zimtfarben mit schwarzen Spitzen. Bei den Weibchen fehlen die rötlichen Wangenfedern und die Haube. Die Stirn ist bei ihnen stumpf zimtfarben. Die Färbung der Oberseite ist hellgrün mit einer sandfarbenen oder weißlichen Binde oberhalb des Bürzels. Der Unterbürzel ist stumpfer gefärbt. Die Kehle ist weißlich und wird von einer reinweißen Binde umrandet. Die untere Unterseite ist hell zimtfarben. Der Schwanz ist gerundet. Das mittlere Paar der Steuerfedern ist grünlich mit schwarzen Spitzen. Die übrigen Schwanzfedern sind zimtfarben mit einer schwärzlichen Subterminalbinde und hell sandfarbenen Spitzen. Die immaturen Vögel ähneln den Weibchen.

## Vorkommen und Lebensraum

Verbreitungsgebiet der Kurzhaubenelfe

Die Kurzhaubenelfe ist nur aus einem 25 km langen Gebiet an der Atoyac-Paraíso-Puerto-el-Gallo-Landstraße in der Sierra de Atoyac innerhalb der Sierra Madre del Sur bekannt. Alle Beobachtungen erfolgten in der Nähe der Ortschaften Arroyo Grande, Paraíso und Nueva Delhi im Januar und zwischen März und Mai. Die Art bewohnt feuchte oder halbfeuchte, immergrüne oder halbtrockene Wälder, Kiefern-Eichenwälder, Waldränder und schattige Kaffeeplantagen in Höhenlagen zwischen 900 und 1.800 m.

## Lebensweise
Die Kurzhaubenelfe ernährt sich vom Nektar von Pflanzen wie Inga, Cecropia, Clethra, Conostegia und anderen kleinen Blütenpflanzen. Gliederfüßer bereichern das Nahrungsangebot. Die Brutzeit liegt vermutlich zwischen November und Februar. In dieser Zeit ist die Kurzhaubenelfe in höheren Lagen zu beobachten, während  sie die Zeit zwischen März und August (oder länger) in tieferen Lagen verbringt.

## Status
In den frühen 1990er Jahren wurde der halbtrockene Wald zwischen Paraíso und Nueva Delhi stark gerodet und das Gebiet in Mais-, Obst- und Kaffeeplantagen umgewandelt. Viel vom verbliebenen Wald ist durch den illegalen Drogenpflanzenanbau gefährdet. Dies macht eine Auswertung der Lebensraumqualität schwierig.

## Etymologie und Forschungsgeschichte
Robert Thomas Moore beschrieb die Kurzhaubenelfe unter dem Namen Lophornis delattrei brachylopha. Das Typusexemplar wurde im Mai 1947 von Chester Converse Lamb (1882–1965) im Bundesstaat Guerrero gesammelt. Erst später wurde sie als eigene Art anerkannt. Lophornis setzt sich aus den griechischen Wörtern λόφος lóphos für „Helmbusch, (Hahnen-)Kamm“ und όρνις órnis für „Vogel“ zusammen. Brachylophus ist ein griechisches Gebilde aus βραχύς brachýs für „kurz“ und λόφος lóphos für „Helmbusch, (Hahnen-)Kamm, Mähne, Schopf“.